# Cottage Grove (Minnesota)
Cottage Grove è un comune degli Stati Uniti d'America, situato in Minnesota, nella contea di Washington.